# 1048 Feodosia
1048 Feodosia là một tiểu hành tinh vành đai chính. Nó được phát hiện bởi Karl Wilhelm Reinmuth ngày 29 tháng 11 năm 1924. Tên ban đầu của nó là 1924 TP. Nó có đường kính khoảng 60 km nằm trong vành đai chính.